# Mithali Raj
Mithali Dorai Raj (Jodhpur, 3 de diciembre de 1982) es una ex jugadora de críquet india que fue capitana del equipo nacional de críquet femenino de la India de 2004 a 2022. Es la máxima anotadora de carreras en el cricket internacional femenino, y ESPN la clasificó como una de las mejores jugadoras de cricket de todos los tiempos. Raj ha recibido numerosos premios nacionales e internacionales, incluido el Wisden Mejor jugadora de críquet del mundo en 2017, el Premio Arjuna en 2003, el reconocimiento del gobierno con la orden Padma Shri en 2015 y el Major Dhyan Chand Khel Ratna, el mayor reconocimiento deportivo en India, en 2021.

## Biografía
Mithali Raj nació el 3 de diciembre de 1982 en Jodhpur, Rayastán, en una familia tamil. Su madre es Leela Raj y su padre, Dorai Raj, era suboficial de la Fuerza Aérea India. Trasladó su residencia a Hyderabad, Telangana.
Raj empezó a jugar al cricket con diez años. Se graduó en la escuela para chicas Keyes High School en Hyderabad y posteriormente en el Kasturba Gandhi Junior College para mujeres en Secunderabad. Durante su etapa en la escuela primaria recibió formación en cricket junto a su hermano mayor.

## Trayectoria
Raj jugó para Air India junto a Purnima Rau, Anjum Chopra y Anju Jain, antes de unirse a Railways para el campeonato nacional. Ha jugado para Supernovas y Velocity en el Women's T20 Challenge.
Raj ha conseguido récords en el cricket internacional. Se convirtió en la única jugadora de críquet en superar la marca de 7.000 carreras en partidos del Women's One Day International (WODI). Es la primera jugadora en anotar siete 50 overs consecutivos en ODI. También tiene el récord de más half-centuries en WODI.
En 2005, Mithali Raj fue nombrada capitán permanente del equipo nacional de India. Ha sido la única jugadora que ha capitaneado a India en más de una final de la Copa Mundial ICC ODI. Lo hizo dos veces, en 2005 y 2017.
En junio de 2018, durante la Copa Asia Femenina Twenty20, se convirtió en la primera jugadora de la India en anotar 2000 carreras en dicha competición. También se convirtió en la primera jugadora de críquet en alcanzar las 2000 carreras en la Women's Twenty20 International (WT20I).
El 1 de febrero de 2019, durante la serie femenina de competiciones de un día (WODI) en las que India compitió contra el equipo femenino de Nueva Zelanda, Mithali Raj se convirtió en la primera mujer en jugar 200 partidos ODI. En septiembre de 2019 anunció su retirada de T20I para centrarse en el cricket ODI. En 2019, se convirtió en la primera mujer en completar 20 años de carrera en el cricket internacional.
En julio de 2021, Raj rompió el récord anteriormente conseguido por Charlotte Edwards de 10.273 carreras para convertirse en la jugadora con más carreras en el cricket internacional femenino. El 8 de junio de 2022, Raj anunció su retirada de todos los formatos del cricket internacional.

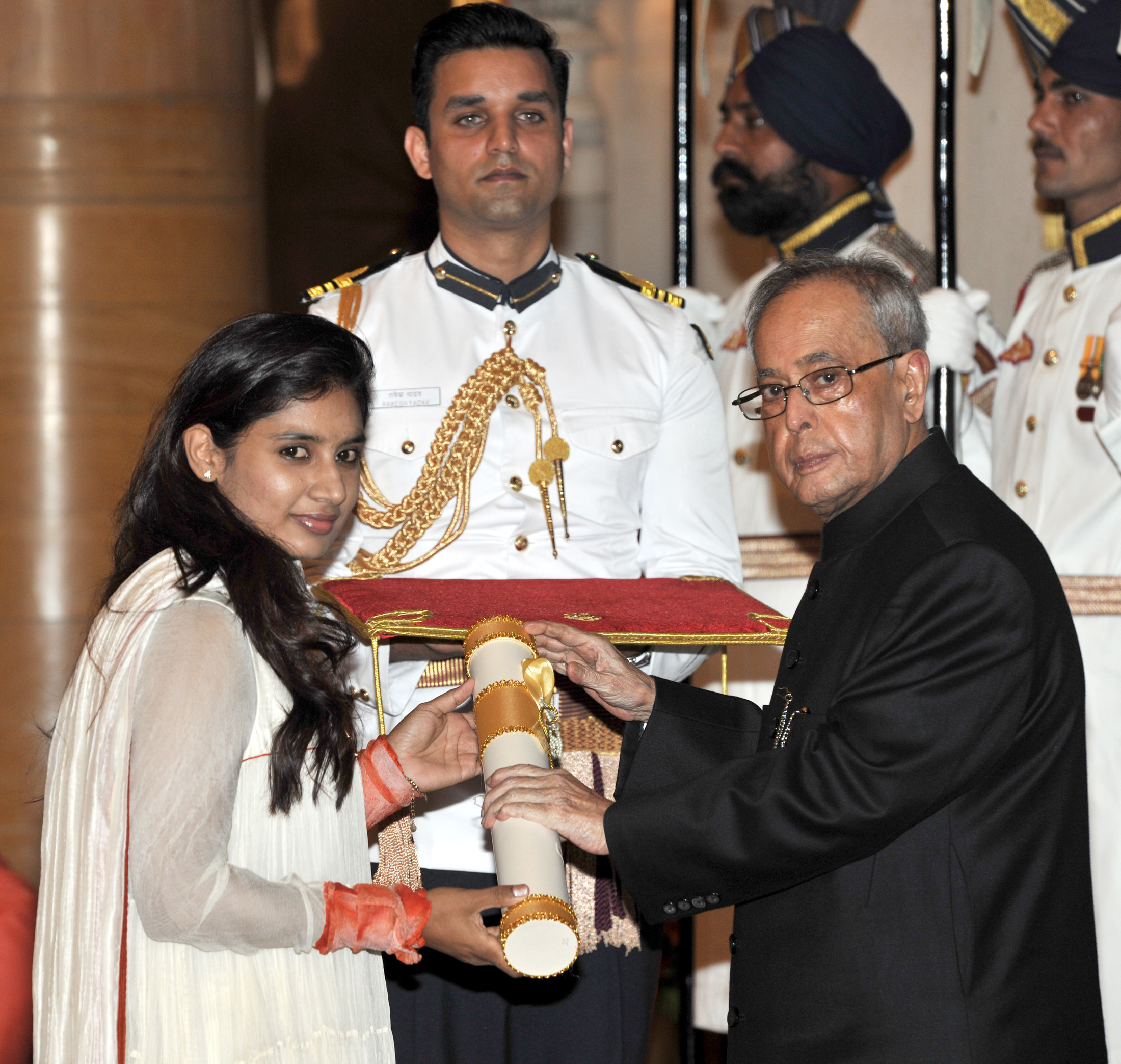
El presidente Shri Pranab Mukherjee entrega el premio Padma Shri a Mithali Raj, Nueva Delhi, 8 de abril de 2015

Raj ha jugado los tres formatos de cricket de la India: Test, ODI y T20. Fue nombrada entre las posibles candidatas para la Copa Mundial de Cricket Femenina de 1997 cuando tenía catorce años, pero no llegó al equipo final. Hizo su debut en ODI en 1999 contra Irlanda en Milton Keynes, Reino Unido, y anotó 114 carreras invictas. Hizo su debut en el formato Test en la prueba en la temporada 2001-02 contra Sudáfrica en Lucknow, Uttar Pradesh, India.
El 17 de agosto de 2002, con 19 años, rompió el récord mundial de Karen Rolton por la puntuación más alta (209*) en una prueba individual. En su tercera prueba, logró un nuevo máximo de 214 contra Inglaterra en la segunda y última prueba en County Ground, Taunton, Reino Unido. Desde entonces, el récord ha sido superado por Kiran Baluch de Pakistán, que anotó 242 contra las Indias Occidentales en marzo de 2004.
En 2005, en Sudáfrica, Raj llevó a la India a su primera final en la Copa Mundial de Cricket Femenina de 2005, donde no obstante perdió ante Australia.
En agosto de 2006, lideró a su equipo por primera vez a una victoria en Inglaterra tanto en Test como en series, y concluyeron el año defendiendo con éxito la Copa de Asia sin perder un solo juego.
Mithali Raj ganó el premio Arjuna en 2003.
En la Copa Mundial Femenina de 2013, Raj fue la jugadora de críquet número uno de ODI. 
En febrero de 2017 se convirtió en la segunda jugadora de la historia en anotar 5500 carreras en ODI. Raj es la primera jugadora en capitanear la mayor cantidad de partidos para India en modalidad ODI y T20I.
En julio de 2017 se convirtió en la primera jugadora en anotar 6.000 carreras en WODI. Lideró al equipo indio a la final de la Copa Mundial de Cricket Femenina de 2017, donde el equipo perdió ante Inglaterra por nueve carreras. 
En diciembre de 2017 fue nombrada miembro del equipo femenino honorario ODI del año, un reconocimiento otorgado por el Consejo Internacional de Críquet (ICC).
Raj se retiró del cricket T20I en septiembre de 2019.
En noviembre de 2020, Raj fue nominada para el premio Rachael Heyhoe-Flint a la jugadora de críquet de la década del ICC y al premio a la jugadora de críquet de la década de ODI.
En mayo de 2021, fue nombrada capitana del equipo en la modalidad Test de la India para un partido único contra el equipo de cricket femenino de Inglaterra. En enero de 2022, fue nombrada capitana del equipo de la India para la Copa Mundial de Críquet Femenina de 2022 en Nueva Zelanda.
El 8 de junio de 2022, Raj anunció su retirada de todos los formatos del cricket internacional.

## Reconocimientos
| Año  | Premio concedido                                       | Notas                                             |
| ---- | ------------------------------------------------------ | ------------------------------------------------- |
| 2003 | Premio Arjuna                                          |                                                   |
| 2015 | Premio Padma Shri                                      | El cuarto premio civil más importante de la India |
| 2017 | Premio Icono de Excelencia del Deporte Juvenil         | En el Cónclave Radiant Wellness, Chennai          |
| 2017 | Deportista del año de Vogue                            | En el décimo aniversario de Vogue                 |
| 2017 | BBC 100 mujeres                                        |                                                   |
| 2017 | Premio Wisden a la mejor jugadora de críquet del mundo |                                                   |
| 2021 | Premio Khel Ratna                                      | El mayor honor deportivo de la India              |

Después de la Copa Mundial de Cricket Femenina de 2017, Viacom 18 Motion Pictures adquirió los derechos para realizar un largometraje sobre la vida de Raj. El inicio del rodaje estaba previsto para 2019. Sin embargo, finalmente Taapsee Pannu fue elegida para el papel de Mithali Raj en una película biográfica titulada Shabaash Mithu. Rahul Dholakia iba a dirigir en 2020. Sin embargo, el rodaje se retrasó debido al COVID-19. En junio de 2021, Srijit Mukherji reemplazó a Dholakia como director. La película se estrenó el 15 de julio de 2022. La película fue un desastre financiero, ganando sólo 2,88 millones de rupias con un presupuesto de 30,0 millones de rupias.